# Mittelmeridian
Dieser Artikel wurde wegen inhaltlicher Mängel auf der Qualitätssicherungsseite des Portals Geowissenschaften eingetragen. Dies geschieht, um die Qualität der Artikel im Themengebiet Geowissenschaften zu steigern. Bitte hilf mit, die Mängel zu beseitigen, oder beteilige dich an der Diskussion. (+)

Begründung: Der Begriff ist nicht wirklich allgemeinverständlich erklärt --KMic 23:53, 14. Aug. 2011 (CEST)
Als Mittelmeridian oder Längenursprung wird in der Geodäsie die Bezugsgerade eines genordeten kartesischen Koordinatensystems bezeichnet, das auch in Kartografie und Geografie verwendet wird. Als Mittelmeridian wird entweder der Längengrad eines lokalen Fundamentalpunktes gewählt oder ganzzahlige Längengrade in einem definierenden System wie GK oder UTM, vgl. Beispiele.
Für den Mittelmeridian (blaue Linie in der Abb.) wird im jeweiligen Koordinatensystem ein Rechtswert (false easting) ≠ 0 derart festgesetzt, dass die Ordinate mit dem Rechtswert 0 nicht den Mittelmeridian markiert, sondern westlich des dargestellten Gebiets liegt (grüne Senkrechte). So werden negative Koordinatenwerte westlich des Mittelmeridians vermieden.

## Beispiele
mit false easting in Metern:
- Mittelmeridian ist Längengrad eines lokalen Fundamentalpunktes
  - Schweizer Landeskoordinaten, Alte Sternwarte Bern, „Berner Meridian“, (600.000 rechts / 200.000 hoch),
  - Soldner-Kataster Berlin, Müggelturm, 13° 37' 30" Ost, (40.000 rechts / 10.000 hoch)
- Mittelmeridian ist ganzzahliger Längengrad
  - Österreichisches Bundesmeldenetz mit drei Zonen
    - 10° 20' Ost, 150.000 rechts
    - 13° 20' Ost, 450.000 rechts
    - 16° 20' Ost, 750.000 rechts

  - deutsche Gauß-Krüger-Koordinatensystem, alle durch drei teilbaren östlichen Längengrade (3° Ost, 6° Ost, ...), jeweils 500.000 rechts
  - finnisches YKJ-Koordinatensystem, 27° Ost, 3.500.000 rechts
  - UTM-Koordinatensystem, alle nach Addition von 3 durch 6 teilbaren Längengrade (3° Ost, 9° Ost, ...), jeweils 500.000 rechts.